# Bácskeresztúr
Bácskeresztúr (szerbül Руски Крстур, Ruski Krstur ; ruszinul Руски Керестур, Ruski Kerestur) település Szerbiában, a Vajdaságban, a Nyugat-bácskai körzet kúlai községében. A Vajdaság legnagyobb arányában ruszin lakta települése. A települést a 18. század közepén alapították a Kárpátokról idevonult ruszinok. A Bácskeresztúri Szent Miklós-egyházmegye (korábbi nevén Szerbiai apostoli exarchátus) püspöki székhelye.

## Fekvése
Bácska középső részén fekszik, magasabb löszhátságon. A települést délnyugaton a Duna–Tisza–Duna-csatornarendszer egyik mellékága szeli át. Áthalad rajta egy fontos útvonal is, az M-3-as magisztrális út.

## Története
Bácskeresztúr nevét már 1495-ben említették az oklevelekben possessio Kereztúr alakban a Mosztonga körül, Chomafalva és Doroszló mellett (Chomafalva körülbelül a mai R.-Militics helyén lehetett).
1540-ben Keresztúr Korvin Jánosé volt. Egy 1517. évi okmány is e helységek társaságában említi Keresztúrt Bács vármegyében. Az 1522. évi bácsvármegyei dézsmalajstrom is említi. Az 1590. évi török defterben felemlített Gorni (Felső) Keresztúr 21 adózó házzal valószínűleg a Kula alatti; Alsókeresztúr pedig hihetőleg a Cséb melletti Keresztúr volt.
A török hódoltság alatt elpusztult. Cothmann kamarai biztos 1763-ban Keresztúrt nemrég telepített falunak mondta, lakosai nagyrészben görögkatolikus kisoroszok, akik Kisbresztovác pusztának 3/4 részét és a régi Meggyes pusztát is haszonbérben bírták a kamarától.

A kárpátokontúli területekről származó ruszinok 1745-46-ban érkeztek erre a vidékre, s itt megalapították saját településüket. 
A községben történt ásatások egy őstelep nyomait tárták fel. Bácskeresztúr régi pecsétje a szokásos gazdasági jelvényekkel az 1763. évből való. A községben fennálló görögkatolikus templom 1784-ben épült.
Az 1900. évi népszámlálás szerint Bácskeresztúron 5098 lélek élt 849 házban. Anyanyelv szerint 160 magyar, 75 német, 6 tót, 4826 kisorosz, 4 horvát, 6 szerb és 21 egyéb. Vallás szerint 99 római katolikus, (Kula filiája), 4863 görögkatolikus, 7 görög keleti, 9 ág. evangélikus, 35 református, 74 izraelita, 11 egyéb. A község határa 11,006 kat. hold. Ebből 1893-ban a községé 1557, a kincstáré 980 hold volt.

## Elpusztult egykori települések

### Béla
A mai Bácskeresztúr termékeny vidékén feküdt egykor Béla község amit némely adatok nyomán Kula és Torzsa között is keresnek. A Hunyadiak korában a Garaiak birtoka volt, de 1470-ben, talán zálogjogon, a Rozgonyiak ülnek a birtokban, akik ez évben panaszt emeletek a Garaiak várnépei ellen azok hatalmaskodása miatt. Az 1470. és 1504. évi följegyzések szerint Palánka vidékét jelölik meg a község helyeként. 1504-ben Korvin Jánost találjuk a birtokban, a mikor egyéb jószágai között Béla falut is felsorolja. A 16. század végén 1590-ben a török defterek a szegedi nahijében sorolják fel Béla falut, amelynek akkor tizennégy adózó háza volt. Ezután már faluként nem szerepelt sehol. 1728-ban már csak puszta; abban az időben Földvár tartozéka volt.

### Bellyefalva
A történelem adatai szerint hasonlóképen régi Bellyefalva (vagy Bellye) szintén a mai Bácskeresztúr szomszédságában szerepelt a 15. században.
Első ismert birtokosa a Keresztúri család 1410-ben. Ez évbeli okleveles följegyzés szerint azonban Szilágyi László felesége a Keresztúriak ellen birtokfoglalás miatt pert indított és az országbíró Keresztúrit meg is fosztotta a birtoktól; az ellenfelek utóbb mégis megbékéltek és megosztoztak a vitás birtokon, amit az országbíró is jóváhagyott.
A század második felében, 1469-ben, egy Belley nevű nemes tűnik fel, a kinek ez lehetett névadó helysége és kétségkívűl birtoka is volt itt.
Alighanem azonos ez a falu Béla (Radanova) pusztával, melyet Iványi szintén Keresztúr szomszédságába helyez. Ennek Biela Radinova nevével 1652-ben a Wesselényi Ferenc urbáriumában találkozunk és abban az időben hat jobbágy-háza volt. 1720-ban már csak egyszerűen Bela a neve a pusztának, míg 1731-ben ismét Bela Radanova. 1768-ban a kamarai térképen is rátalálunk és akkor a kulai határhoz közelebb eső részét egy hajdani falu helyeként említik.

### Kerek
Itt feküdt valahol egykor Kerek falu is, mely 1410-ben szintén a Keresztúri család birtoka volt, de volt benne része a Kereki családnak is, melyre azonban a Mendei család igényt tartott és meg is kapott.

### Ők (Ewk)
A közelben fekhetett Ők (Ewk) község is, mely 1431-ben az Őki Bodor család birtoka, egész 1512-ig. 1522-ben még a tizedjegyzékben szerepel a község, azután nyoma veszett.

## Demográfiai változások
| 1948 | 1953 | 1961 | 1971 | 1981 | 1991 | 2002 |
| ---- | ---- | ---- | ---- | ---- | ---- | ---- |
| 5874 | 6115 | 5873 | 5960 | 5826 | 5636 | 5213 |

## Oktatás
A településen működik a "Petro Kuzmjak" általános iskola, gimnázium és diákotthon, amely egész Európában az egyetlen olyan intézmény, ahol ruszin nyelven folyik az oktatás-nevelés. A gimnáziumban 2009 óta van turisztikai technikus szakirány is. Az iskola befogadóképessége 250 fő, míg a diákotthoné 70.

## Kultúra
Bácskeresztúr a vajdasági ruszinok művelődési és kulturális központja is. Itt rendezik meg a Червена Ружа (Vörös rózsa) nevű kulturális rendezvényt, és itt nyomtatják a Руске Слово c. vajdasági ruszin hetilapot.

### Vallás
2003. augusztus 28-án alakult meg bácskeresztúri székhellyel a Szerbia-Montenegrói apostoli exarchátus, amelyet a Kőrösi egyházmegye egyházmegye területébő választottak le. A nevéből 2013. január 19-én elhagyták Montenegrót, így innentől fogva Szerbiai apostoli exarchátusnak, 2018. december 6-ától Bácskeresztúri Szent Miklós-egyházmegyének hívnak.